# ناو کیروف
ناو کیروف (به انگلیسی: Soviet cruiser Kirov) یک کشتی است که طول آن ۱۹۱٫۳ متر (۶۲۷ فوت ۷ اینچ) می‌باشد. این کشتی در سال ۱۹۳۶ ساخته شد.